# قسطمونة
قَسْطَمُونَة (بالتركية: قسطمونی، Kastamonu) مدينة تركية وعاصمة ولاية قسطمونة تقع في تركيا ويبلغ تعداد سكانها حوالي 64,606 نسمة.

## المناخ
يظهر الجدول التالي التغييرات المناخية على مدار السنة:
| البيانات المناخية لـقسطموني                  | البيانات المناخية لـقسطموني | البيانات المناخية لـقسطموني | البيانات المناخية لـقسطموني | البيانات المناخية لـقسطموني | البيانات المناخية لـقسطموني | البيانات المناخية لـقسطموني | البيانات المناخية لـقسطموني | البيانات المناخية لـقسطموني | البيانات المناخية لـقسطموني | البيانات المناخية لـقسطموني | البيانات المناخية لـقسطموني | البيانات المناخية لـقسطموني | البيانات المناخية لـقسطموني |
| الشهر                                        | يناير                       | فبراير                      | مارس                        | أبريل                       | مايو                        | يونيو                       | يوليو                       | أغسطس                       | سبتمبر                      | أكتوبر                      | نوفمبر                      | ديسمبر                      | المعدل السنوي               |
| -------------------------------------------- | --------------------------- | --------------------------- | --------------------------- | --------------------------- | --------------------------- | --------------------------- | --------------------------- | --------------------------- | --------------------------- | --------------------------- | --------------------------- | --------------------------- | --------------------------- |
| الدرجة القصوى °م (°ف)                        | 17.3 (63.1)                 | 21.1 (70.0)                 | 27.8 (82.0)                 | 31.4 (88.5)                 | 35.1 (95.2)                 | 37.5 (99.5)                 | 42.2 (108.0)                | 40.2 (104.4)                | 36.5 (97.7)                 | 32.5 (90.5)                 | 24.7 (76.5)                 | 21.1 (70.0)                 | 42.2 (108.0)                |
| متوسط درجة الحرارة الكبرى °م (°ف)            | 3.1 (37.6)                  | 6.0 (42.8)                  | 10.8 (51.4)                 | 16.5 (61.7)                 | 21.1 (70.0)                 | 24.6 (76.3)                 | 27.8 (82.0)                 | 28.0 (82.4)                 | 23.8 (74.8)                 | 18.0 (64.4)                 | 10.9 (51.6)                 | 4.7 (40.5)                  | 16.3 (61.3)                 |
| المتوسط اليومي °م (°ف)                       | −1.1 (30.0)                 | 0.7 (33.3)                  | 4.3 (39.7)                  | 9.5 (49.1)                  | 14.2 (57.6)                 | 17.6 (63.7)                 | 20.3 (68.5)                 | 20.0 (68.0)                 | 15.7 (60.3)                 | 10.7 (51.3)                 | 5.1 (41.2)                  | 0.8 (33.4)                  | 9.8 (49.6)                  |
| متوسط درجة الحرارة الصغرى °م (°ف)            | −4.6 (23.7)                 | −3.5 (25.7)                 | −0.9 (30.4)                 | 3.3 (37.9)                  | 7.5 (45.5)                  | 10.4 (50.7)                 | 12.3 (54.1)                 | 12.2 (54.0)                 | 8.8 (47.8)                  | 5.1 (41.2)                  | 0.8 (33.4)                  | −2.4 (27.7)                 | 4.1 (39.4)                  |
| أدنى درجة حرارة °م (°ف)                      | −26.9 (−16.4)               | −22.3 (−8.1)                | −19.7 (−3.5)                | −8.5 (16.7)                 | −3.6 (25.5)                 | 0.2 (32.4)                  | 3.8 (38.8)                  | 0.9 (33.6)                  | −1.5 (29.3)                 | −7.5 (18.5)                 | −19.3 (−2.7)                | −23.7 (−10.7)               | −26.9 (−16.4)               |
| الهطول مم (إنش)                              | 29.9 (1.18)                 | 27.0 (1.06)                 | 34.5 (1.36)                 | 51.8 (2.04)                 | 74.1 (2.92)                 | 71.4 (2.81)                 | 31.8 (1.25)                 | 31.2 (1.23)                 | 30.1 (1.19)                 | 35.3 (1.39)                 | 29.1 (1.15)                 | 33.8 (1.33)                 | 480.0 (18.90)               |
| متوسط أيام هطول الأمطار                      | 12.4                        | 11.3                        | 12.0                        | 12.9                        | 14.5                        | 11.8                        | 6.2                         | 5.7                         | 6.5                         | 9.1                         | 9.6                         | 11.9                        | 123.9                       |
| ساعات سطوع الشمس الشهرية                     | 71.3                        | 101.7                       | 142.6                       | 174.0                       | 226.3                       | 258.0                       | 306.9                       | 294.5                       | 222.0                       | 173.6                       | 114.0                       | 62.0                        | 2٬146٫9                     |
| ساعات سطوع الشمس اليومية                     | 2.3                         | 3.6                         | 4.6                         | 5.8                         | 7.3                         | 8.6                         | 9.9                         | 9.5                         | 7.4                         | 5.6                         | 3.8                         | 2.0                         | 5.9                         |
| المصدر: Turkish State Meteorological Service |                             |                             |                             |                             |                             |                             |                             |                             |                             |                             |                             |                             |                             |

## معرض صور

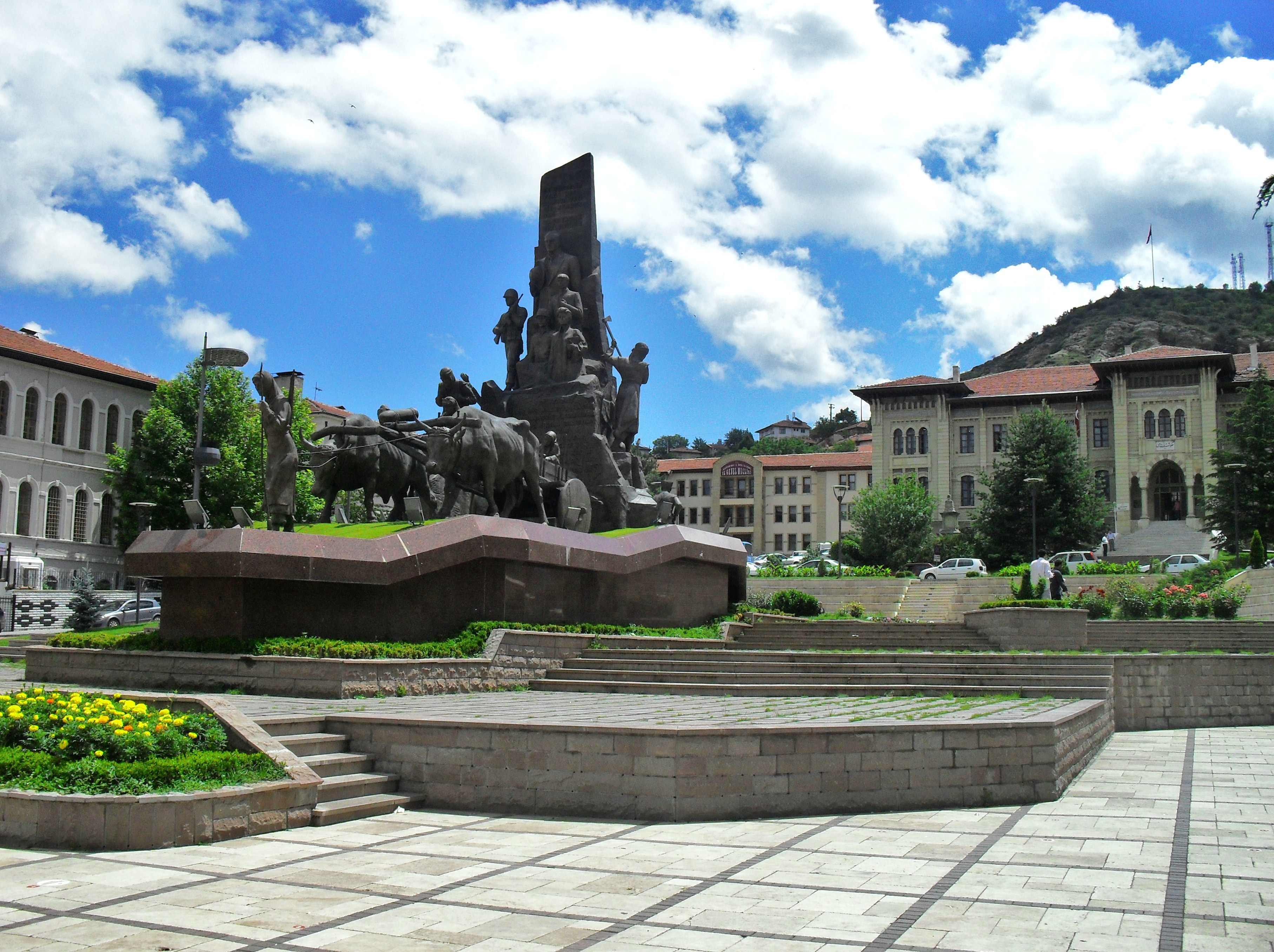
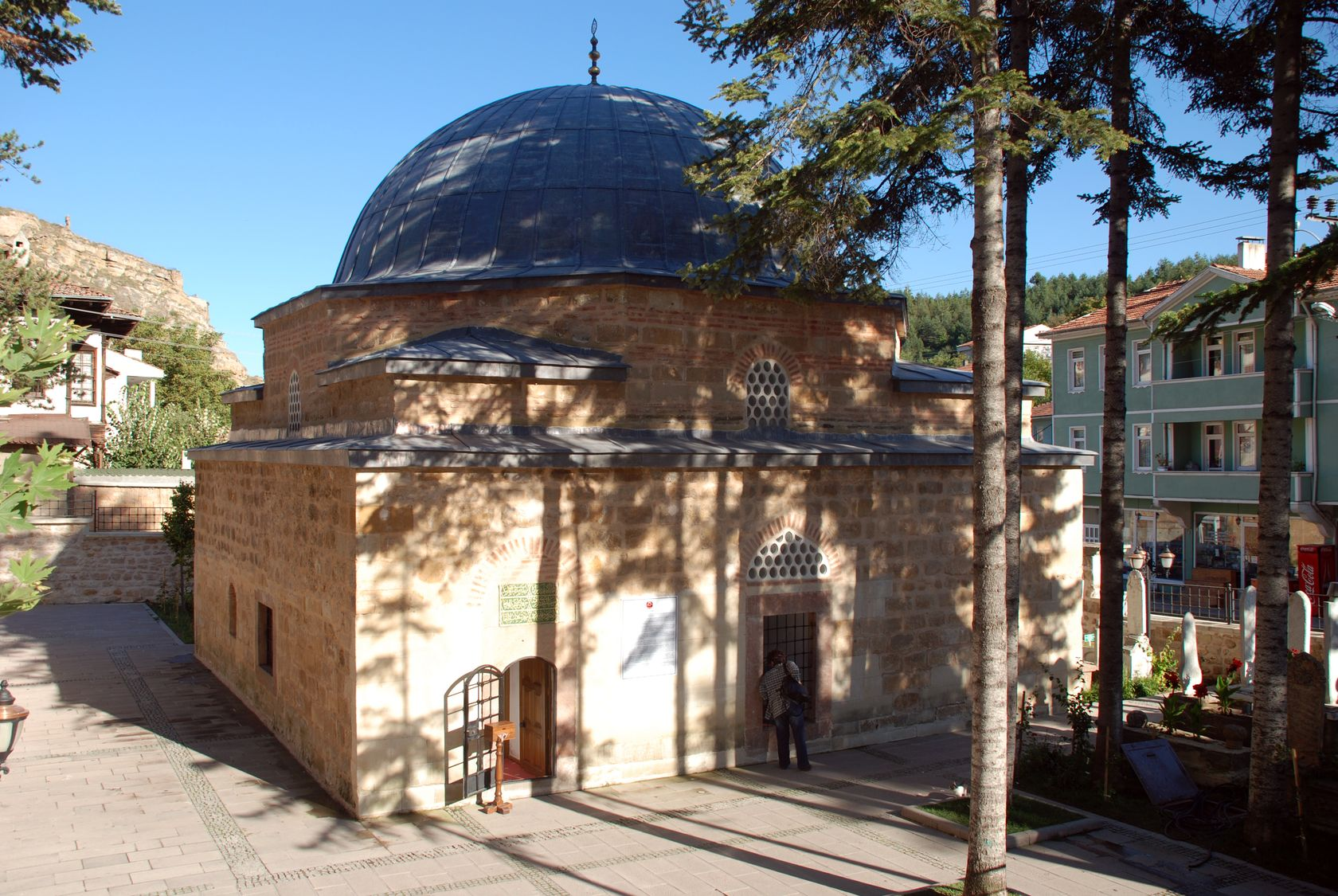
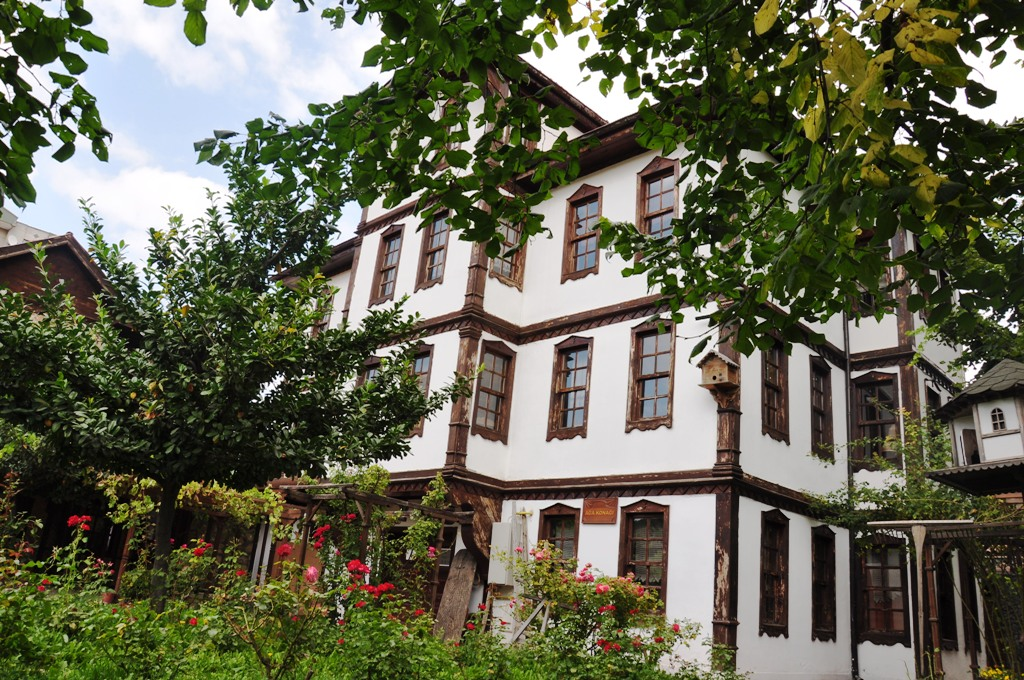
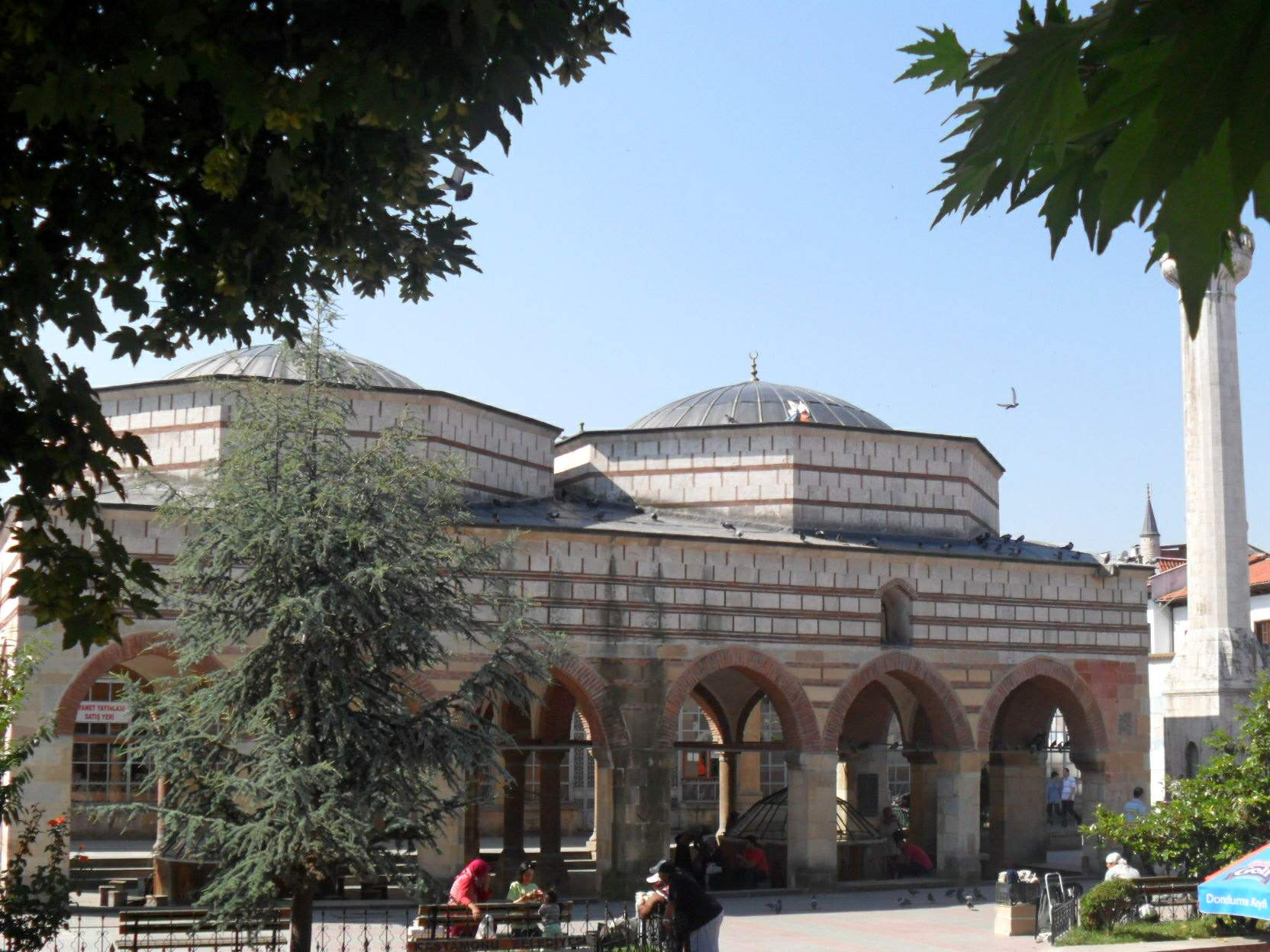
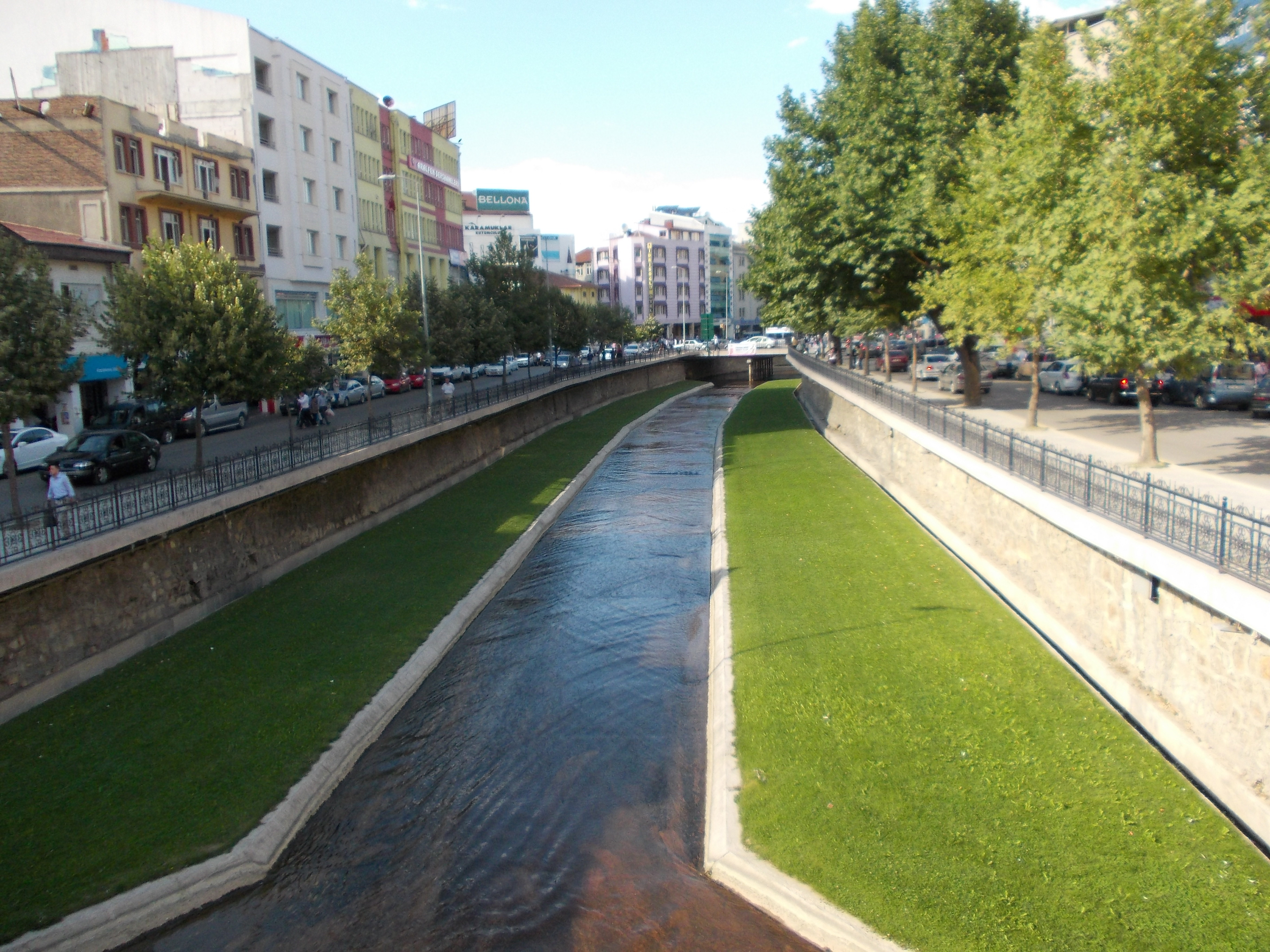
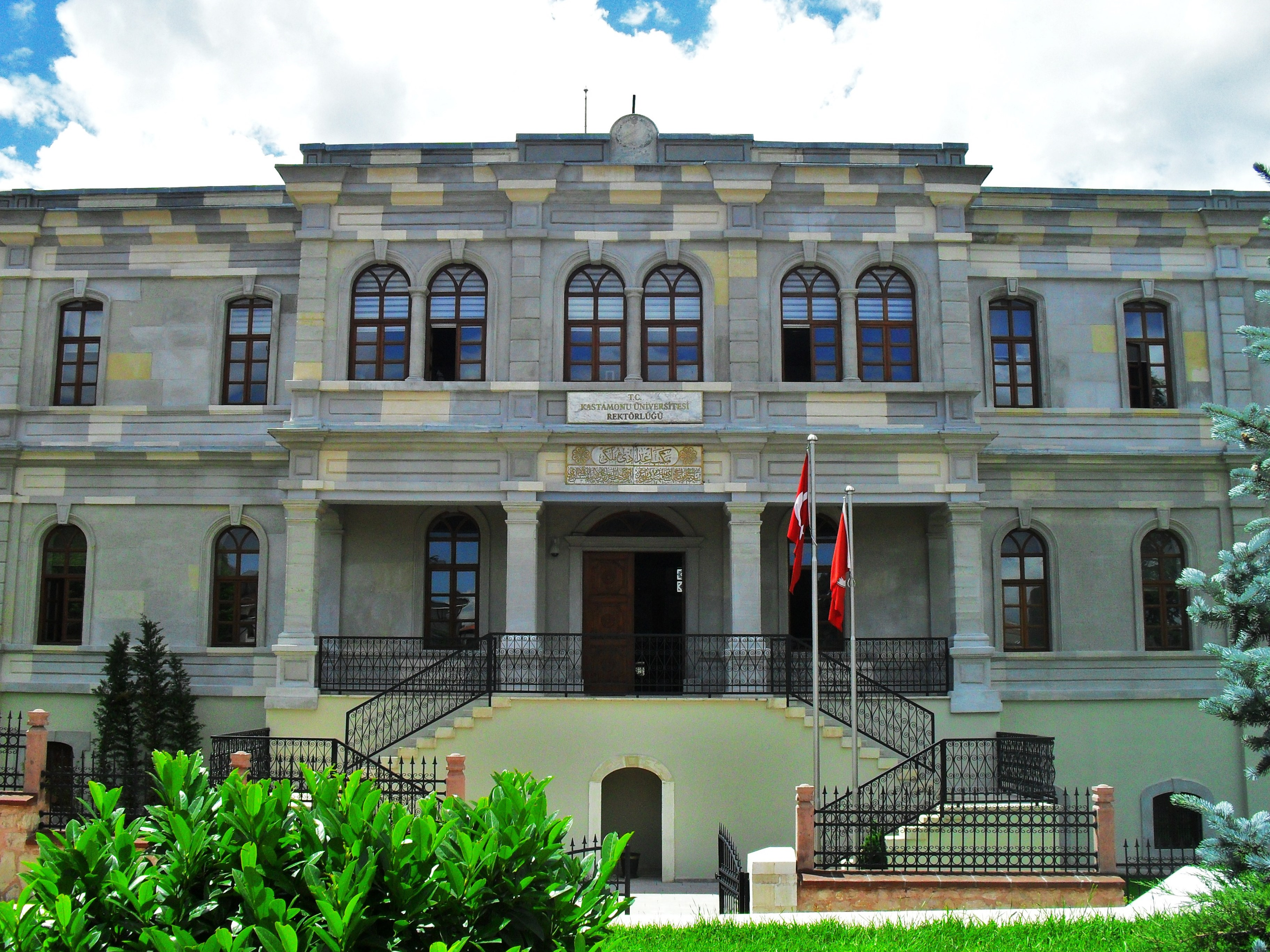

## أعلام
- دريا تينكاولو
- نسليهان ياكوبولو
- غزل اكاي
- رفعت ايلجاز
- أحمد شكري بك